# M.W. Brun
Michael Wallem Brun, född den 29 mars 1819 i Bergen, död den 13 maj 1891 i Köpenhamn, var en norskfödd dansk dramatiker och teaterdirektör. Han var sonson till Johan Nordahl Brun.
Som ung gick Brun till sjöss och fortsatte med det livet, till sist som styrman, fram till 1843. Därefter begav han sig till Köpenhamn för att bli skådespelare, men gav upp försöket och började skriva skådespel istället. Bruns debutarbete De skandinaviske Brødre blev utbuat på Det kongelige Teater och med femaktsdramat Gustav den Tredie, som uppfördes på samma teater 1849, fick han inte heller någon framgång. Åren 1851–1861 ledde han Odense Teater, 1861–1863 Casino, 1865–1872 Christiania Theater och 1873–1876 Folketeatret. Dagmarteatret satte han igång i februari 1883 och ledde den fem kvartal. Det var dock som skådespelsförfattare Brun gjorde sig mest känd. Hans dramatiseringar av andras berättelser gjorde succé och höll sig länge kvar på repertoaren såväl på de köpenhamnska privatteatrarna som på provinsscenerna. Särskilt gäller det om Gøngehøvdingen (efter Carit Etlar) och om Ridderen af Randers Bro (efter Ingemann). I hans levnadsminnen Fra Dreng til Mand och Fra min Ungdom og Manddom finns ett och annat av kulturhistoriskt intresse.